# Prima Donna (álbum)
Prima Donna é um álbum duplo do artista musical estadunidense Rufus Wainwright. O álbum consiste na gravação profissional da ópera de mesmo nome escrita e co-dirigida pelo cantor em 2009, tendo seu lançamento oficial ocorrido em 11 de setembro de 2015 na Alemanha e em 2 de outubro de 2015 no Canadá, México e Estados Unidos.
O álbum conta com participações especiais de Janis Kelly, Kathryn Guthrie, Antonio Figueroa, Richard Morrison, a Orquestra Sinfônica da BBC, e Jayce Ogren. O lançamento do álbum coincide com a estreia do espetáculo Prima Donna: A Symphonic Visual Concert.

## Promoção

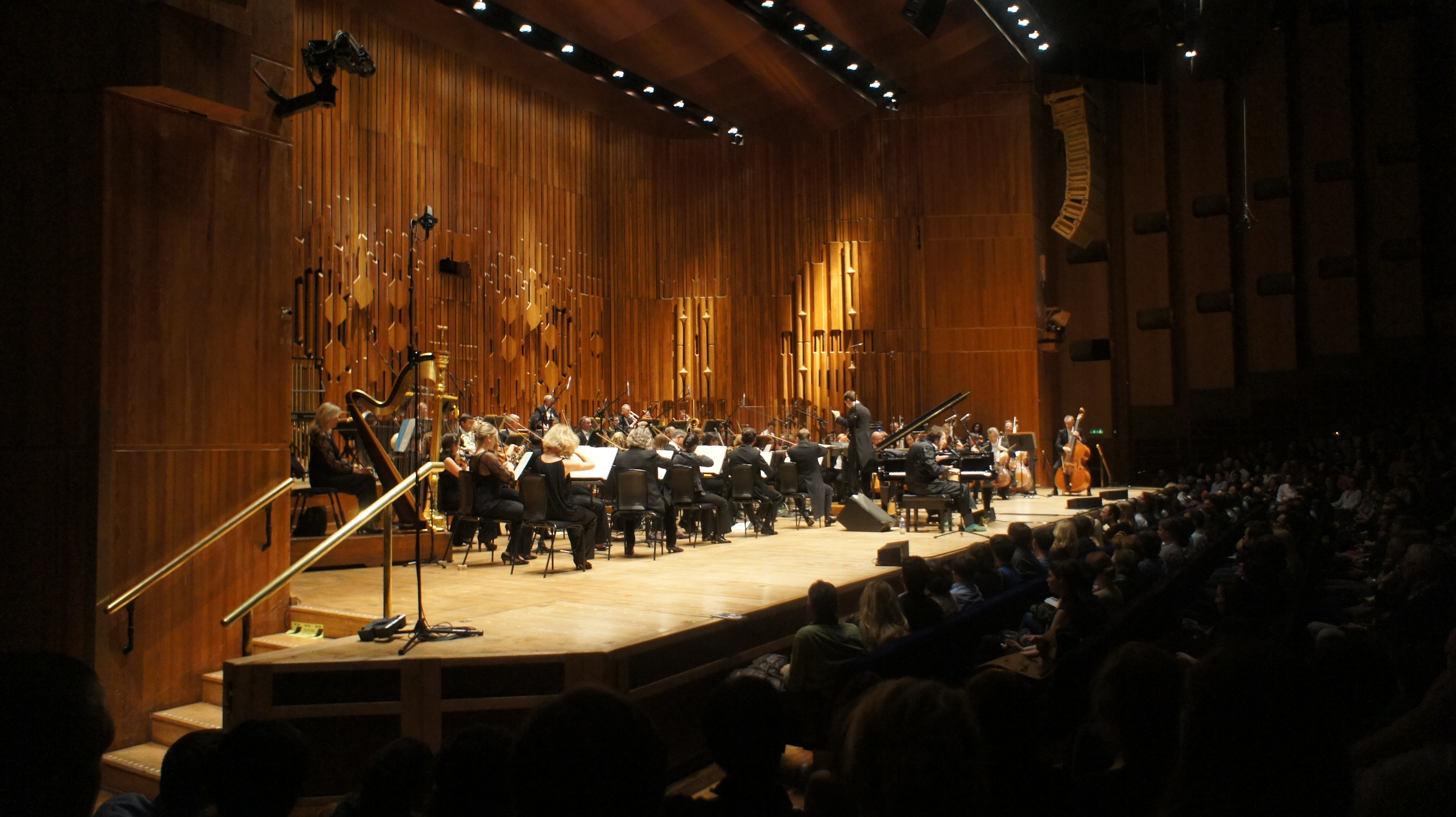
A Orquestra Sinfônica da BBC participou do processo criativo do álbum.

No dia do lançamento internacional do álbum, Rufus Wainwright publicou diversas vezes em suas redes sociais sobre sua euforia em concluir o trabalho.
O artista publicou:
| “ | Hoje é um dia muito especial! Estou muito honrado em compartilhar o lançamento de minha estreia na ópera, Prima Donna. | ” |

## Alinhamento de faixas
| Disco 1 (Ato 1) | |         |  |
| N.º             | Título | Duração |  |
| 1.              | "Overture" (BBC Symphony Orchestra, Jayce Ogren)                                                           | 6:07    |  |
| 2.              | "Scene 1: 'Oh! Madame Saint Laurent!'" (Janis Kelly, Kathryn Guthrie, BBC Symphony Orchestra, Ogren)       | 3:01    |  |
| 3.              | "Scene 2: Aria 'J'ai rêvé toute la nuit'" (Kelly, BBC Symphony Orchestra, Ogren)                           | 2:59    |  |
| 4.              | "Scene 3: 'Merci. Asseyez-vous'"                                                                           | 1:38    |  |
| 5.              | "Scene 4: 'Ah! Les soucis!'" (Kelly, Guthrie, BBC Symphony Orchestra, Ogren)                               | 1:10    |  |
| 6.              | "Scene 5: 'Aliénor, quelle femme merveilleuse'" (Kelly, BBC Symphony Orchestra, Ogren)                     | 1:50    |  |
| 7.              | "Scene 6: 'Mais non, Madame'" (Kelly, Guthrie, BBC Symphony Orchestra, Ogren)                              | 2:51    |  |
| 8.              | "Scene 7: 'Mais que se passe-t-il donc'" (Kelly, Guthrie, Richard Morrison, BBC Symphony Orchestra, Ogren) | 1:59    |  |
| 9.              | "Scene 8: 'À l'époque, François, avant'"                                                                   | 2:15    |  |
| 10.             | "Scene 9: 'Cet appartement'"                                                                               | 1:32    |  |
| 11.             | "Scene 10: 'Mon dieu qu'il est laid!'"                                                                     | 2:06    |  |
| 12.             | "Scene 11: 'À ton âge, François'" (Morrison, BBC Symphony Orchestra, Ogren)                                | 2:42    |  |
| 13.             | "Scene 12: 'Voici le journaliste!'" (Antonio Figueroa, Morrison, BBC Symphony Orchestra, Ogren)            | 2:25    |  |
| 14.             | "Scene 13: 'Bonjour, Madame Saint Laurent'"                                                                | 2:14    |  |
| 15.             | "Scene 14: 'Quand j'étais jeune étudiant'"                                                                 | 3:10    |  |
| 16.             | "Scene 15: 'Madame Saint Laurent'" (Kelly, Figueroa, BBC Symphony Orchestra, Ogren)                        | 1:15    |  |
| 17.             | "Scene 16: 'La Première'" (Kelly, Guthrie, Figueroa, Morrison, BBC Symphony Orchestra, Ogren)              | 2:32    |  |
| 18.             | "Scene 17: 'Régine quelle majesté'"                                                                        | 3:14    |  |
| 19.             | "Scene 18: 'Abandonne, pose ta couronne'"                                                                  | 3:05    |  |
| 20.             | "Scene 19: 'Charmant, tout à fait'" (Kelly, Figueroa, BBC Symphony Orchestra, Ogren)                       | 2:10    |  |
| 21.             | "Scene 20: 'Oh, ma voix!'" (Kelly, Guthrie, Morrison, BBC Symphony Orchestra, Ogren)                       | 0:59    |  |
| 22.             | "Scene 21: 'Oh ma douleur!'" (Kelly, Guthrie, Figueroa, Morrison, BBC Symphony Orchestra, Ogren)           | 5:17    |  |
| 23.             | "'Revenez donc ce soir' – Scene 22: Interlude" (Figueroa, Morrison, BBC Symphony Orchestra, Ogren)         | 1:55    |  |
| 24.             | "Scene 23: The Kiss" (BBC Symphony Orchestra, Ogren)                                                       | 1:15    |  |
| Duração total:  | Duração total:                                                                                             | 59:41   |  |

| Disco 2 (Ato 2) | |         |  |
| N.º             | Título | Duração |  |
| 1.              | "Overture" (BBC Symphony Orchestra, Ogren)                                                                       | 3:31    |  |
| 2.              | "Scene 1: 'Dans mon pays de Picardie'" (Guthrie, BBC Symphony Orchestra, Ogren)                                  | 5:04    |  |
| 3.              | "Scene 2: 'Excusez-moi, Monsieur Philippe'" (Guthrie, Morrison, BBC Symphony Orchestra, Ogren)                   | 4:09    |  |
| 4.              | "Scene 3: 'Vocalise'"                                                                                            | 2:53    |  |
| 5.              | "Scene 4: 'Et maintenant, Aliénor, à nous deux'"                                                                 | 1:04    |  |
| 6.              | "Aria 'Quand j'étais jeune étudiante'" (Kelly, BBC Symphony Orchestra, Ogren)                                    | 5:43    |  |
| 7.              | "Scene 5: 'Dans ce jardin'" (Kelly, Figueroa, BBC Symphony Orchestra, Ogren)                                     | 9:54    |  |
| 8.              | "Scene 6: Meditation" (BBC Symphony Orchestra, Ogren)                                                            | 6:11    |  |
| 9.              | "Scene 7: 'C'est impossible!'" (Kelly, Guthrie, Morrison, BBC Symphony Orchestra, Ogren)                         | 4:02    |  |
| 10.             | "Scene 8: 'Maintenant il est temps'" (Guthrie, Figueroa, Morrison, BBC Symphony Orchestra, Ogren)                | 3:30    |  |
| 11.             | "Scene 9: 'Je suis heureuse'" (Kelly, Guthrie, Figueroa, BBC Symphony Orchestra, Ogren)                          | 3:48    |  |
| 12.             | "Scene 10: Aria 'Prenez-le donc'" (Kelly, BBC Symphony Orchestra, Ogren)                                         | 6:11    |  |
| 13.             | "Scene 11: Final Interlude" (BBC Symphony Orchestra, Ogren)                                                      | 5:13    |  |
| 14.             | "Scene 12: Brief Percussion Fireworks Music – Aria 'Les feux d'artifice'" (Kelly, BBC Symphony Orchestra, Ogren) | 6:56    |  |
| Duração total:  | Duração total:                                                                                                   | 1:08:13 |  |

Alinhamento de faixas adaptado do catálogo da gravadora Deutsche Grammophon.

## Créditos
- Orquestra Sinfônica da BBC
- Antonio Figueroa
- Kathryn Guthrie
- Janis Kelly
- Richard Morrison
- Jayce Ogren

Créditos adaptado do catálogo da gravadora Deutsche Grammophon.